# 健康全書

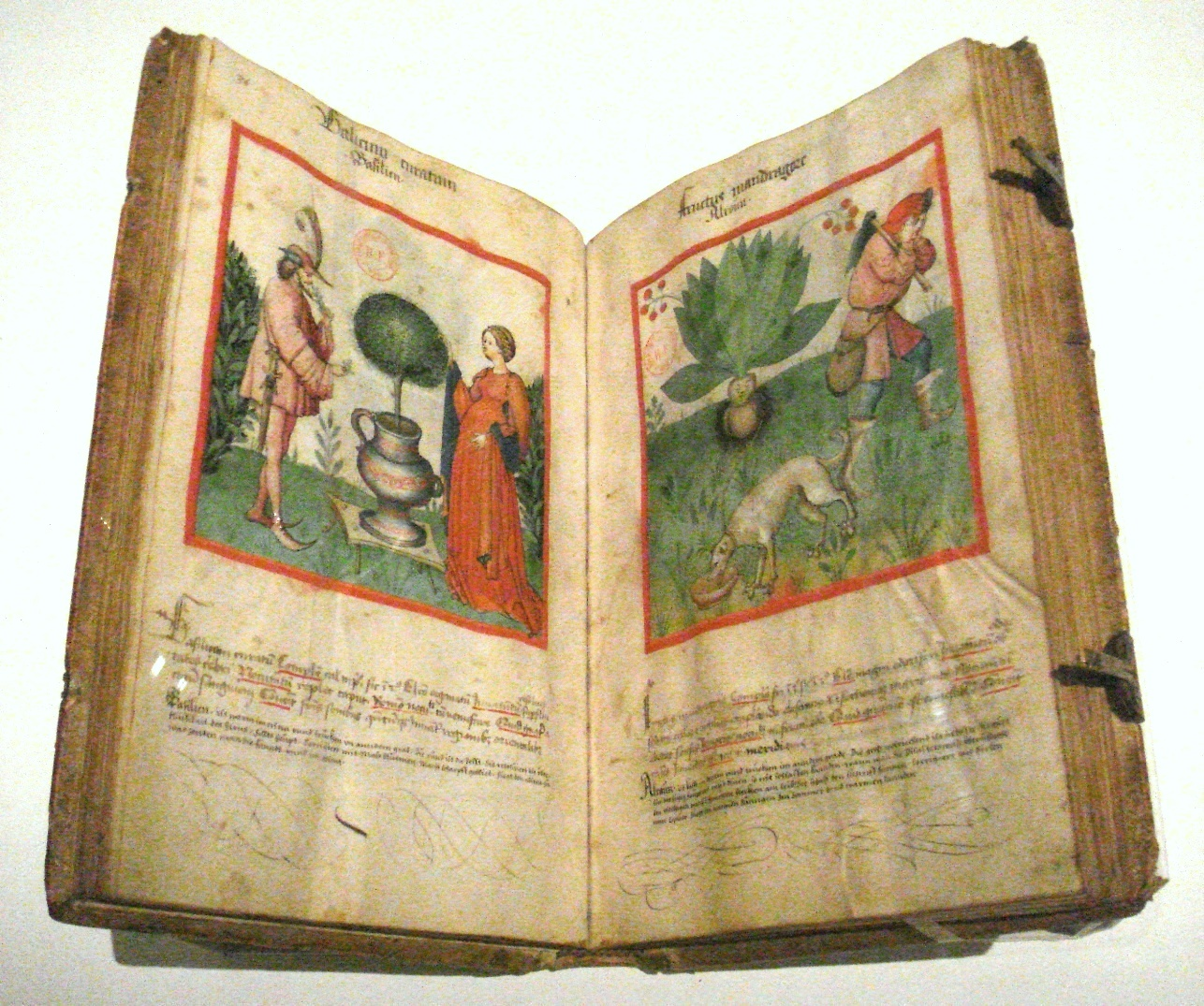
「健康全書」（15世紀半ばの写本）

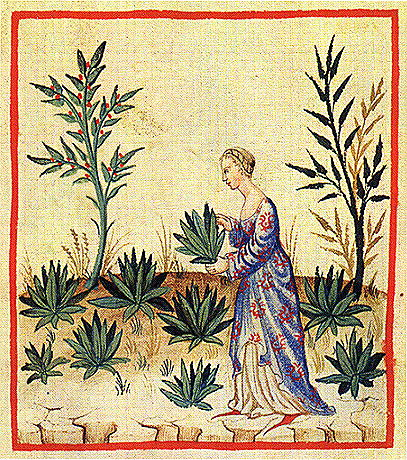
「レタス」。項目のほとんどは食事に関する事柄であり、健康と食の関係を「全書」が重視していたことがうかがわれる

健康全書（けんこうぜんしょ、Tacuinum Sanitatis）は健康と幸福について書かれた中世の養生訓であり、11世紀のアラブ人であるイブン・ブトラーンが、バグダッドで学んだ医学をまとめた書物(Taqwim al‑sihha )をもとにした写本である。「Taqwim al‑sihha」は直訳すると「健康表」という題で、そのとおり健康のため留意すべき点が表となってまとまっているものだが、最初から図版がついているわけではなかった。それが
読者を啓蒙するために北イタリアを中心としてラテン語に訳されて写本となり、豊富な図版が添えられた「健康全書」となる。全書は「トレチェント（14世紀）の絵本」であり「名ばかりの医学書」ともいわれるが、食物や植物の有益な、あるいは有害な性質について詳細に記されていて、健康にとって重要な6つの要素を系統的に並べているだけでなく、当時の日常が生き生きと描かれている。

## 発見と研究
1895年にオーストリアの皇室がもつコレクションから図版つきの写本が「発見」されたことがきっかけとなり、ヨーロッパ各地の図書館に類似した写本が存在することが次々と報告された。これらの写本にはすぐれた絵が収められていたとはいえ、同時代のフィレンツェを中心とした14世紀のイタリアが誇る作品群とは比べようもなく、すぐに熱心な研究対象とはなったわけではない。しかし1950年代にはパリやウィーンで写本の展覧会が開かれ、目録や研究書が出るなどして、より多くの人々がその価値を知るところとなった。1980年代には装飾写本一般への関心が高まったこともありファクシミリ版で写本が出版され、研究も盛んになっていった。

## 健康全書

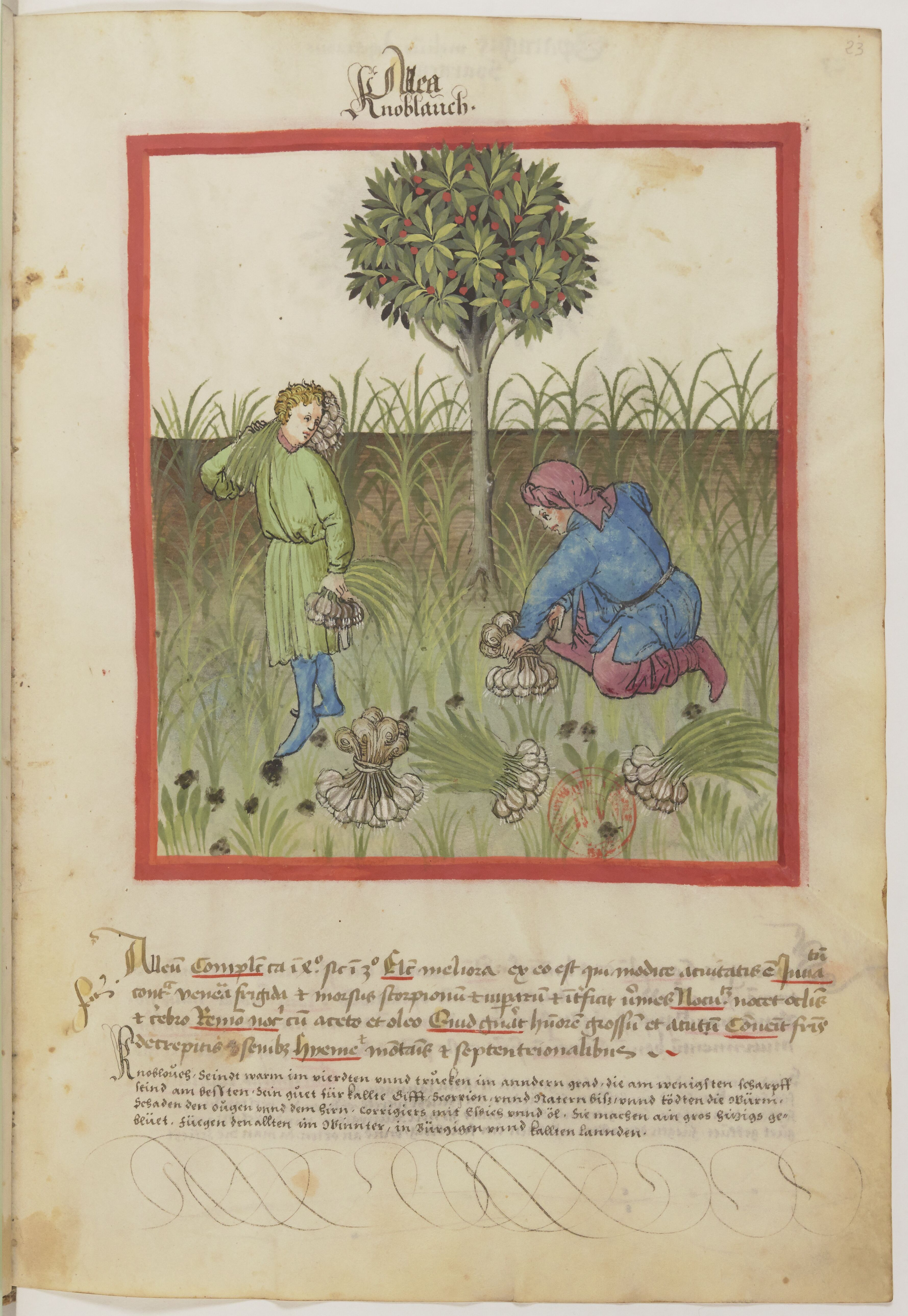
「健康全書」からにんにくの栽培、14世紀ごろ（フランス国立図書館収蔵)

「健康全書」が健康を得るための原則として掲げるのは次の6つの点である。
- 十分な食事と飲み物
- 新鮮な空気
- 行動と休息
- 睡眠と覚醒
- 体液の分泌と排泄
- 精神の安定

病気はこれらの要素の不均衡の結果であり、したがって健康な生活とは調和と平安のなかで生きることである。特に「体液の分泌と排泄」からわかるように、これはブトラーンの学んだ医学が「体液説」をもとにしたものであることを示している。
健康の原理としてこの6つが上げられているが、実際には写本に収録された100から200前後の事項の多くが食についての事柄であり、「全書」にとり健康が食事と密接に関わっていることがわかる。また図版は物そのものではなく1つの場面として描かれ、とくに日常的な物に関しては当時の暮らしが反映されていると思われるが、反対に東方に由来するテーマであれば「エキゾチックな服装」をした人物が描き込まれている。
具体的にモモの項目をみてみると、次のような解説がされている。
体液のバランスをとるために、事物が熱・冷・乾・湿の要素をどの程度そなえているかが明示され、さらにどの文章も簡潔であることは、ブトラーンが「わかりやすさ」を第一に考えていたことをうかがわせる。また中世の医学を研究する上で重要なだけでなく、健康全書は農業や料理に関する研究の対象ともなっている。たとえば現代の植物であるニンジン(carrot)がそれとわかる図像で描かれた最古の例の一つがこの本に見つかるのである。ニンジンはギリシアのペダニウス・ディオスコリデスの「薬物誌」にも見られる。

## イブン・ブトラーンと健康表

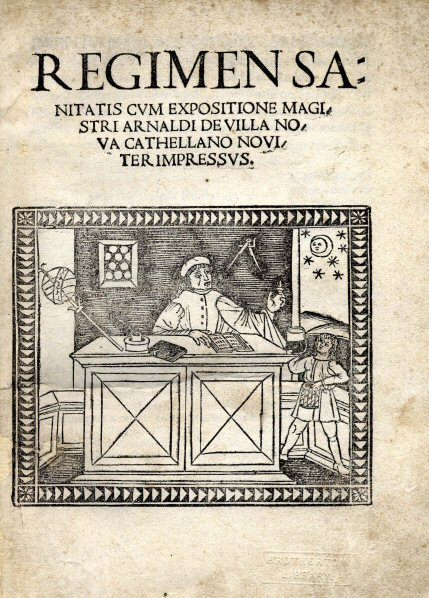
「サレルノ養生訓」(1480年)の扉絵

「健康全書」は11世紀のバグダッド出身の医学者イブン・ブトラーンの著した「健康表」(Taqwim al‑sihha )がもとになったとされる。ブトラーンはネストリウス派のキリスト教徒と考えられており、アレッポやカイロ、コンスタンティノープル、アンティオキアで活動し病院の建設や医学的な論文、論争に関わったことがわかっている。ブトラーンの時代はイスラーム医学がよく発達しており、古典期から継承されたヒポクラテスやガレノスの健康観はブトラーンの哲学にもはっきりと現れている。「健康全書」の写本は次のような言葉で始められるからである。
これは、人々の健康のために医者がすべきことはまず正しい助言であり、具体的な治療はその後であるというヒポクラテスの思想を反映しており、またブトラーンが先端的な医学書を目指したのではなく、わかりやすい「養生訓」を著そうとしたことを示している。上記の6点が健康のために有効だということは古代から知られていたが、表のかたちでまとめたのはイブン･ブトラーンをもって嚆矢とするとされている。
アラビア語の写本と、図版が入っていないもののラテン語に翻訳された写本が複数確認されているが、具体的にいつ、誰が翻訳したかについて定説は存在しない。しかし少なくとも1266年にまで遡ることができ（また13世紀半ばのパレルモやナポリでラテン語に意訳されたという議論もあり）、15世紀にはある程度の数が揃っていたことから、サレルノの「サレルノ養生訓 Regimen sanitatis Salernitanum」ほどではないが、一定の知名度をえていたことが推測される。中世の終わりごろには健康全書は西ヨーロッパにおいてよく知られた書物になっていた。現代のイタリアでtaccuino という言葉はポケットサイズの便覧や手引、雑記帳などを指すときに使うほどである。

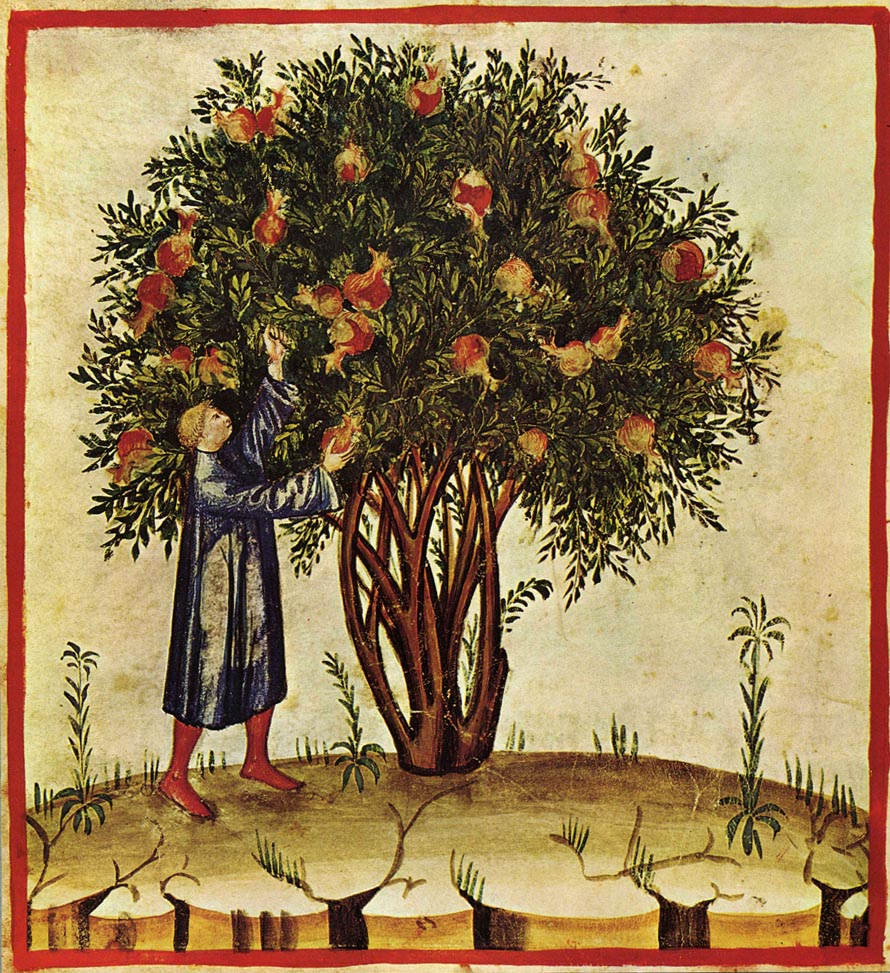
14世紀の写本

しかしこの時代はそもそも写本自体が高価なものであり、「健康全書」がわかりやすく、よく知られていたからといってそれがそのまま図版まで入った装飾写本になったことを意味するわけではない。また医学というテーマが装飾写本一般にそぐわないものであったことや、大きな挿絵がつけられたことで、厳密な意味での「表」ではなくなってしまったことにも注意が必要である。しかしそれでも「全書」がいまある形で装飾写本にされたということは、黒死病をはじめ疫病が流行していた当時の人々が健康やそれに関する知識に寄せた関心をうかがわせる。だがやはり誰が、いつ写本をつくったかについてははっきりしない。
しかし山辺規子が指摘するように、ヒポクラテスの流れを汲むイスラーム医学と中世ヨーロッパで栄えたミニアチュール文化が出会い、成立したものが「健康全書」なのだという事はいえるだろう。